# هيديهيتو شيراأ
هيديهيتو شيراأ (باليابانية: 白尾 秀人) (30 سبتمبر 1980 في كاغوشيما في اليابان – )؛ هو لاعب كرة قدم ياباني سابق كان يلعب كمهاجم.

## وصلات خارجية
- هيديهيتو شيراأ على موقع رابطة كرة القدم اليابانية للمحترفين (اليابانية)